# Nikola Portner

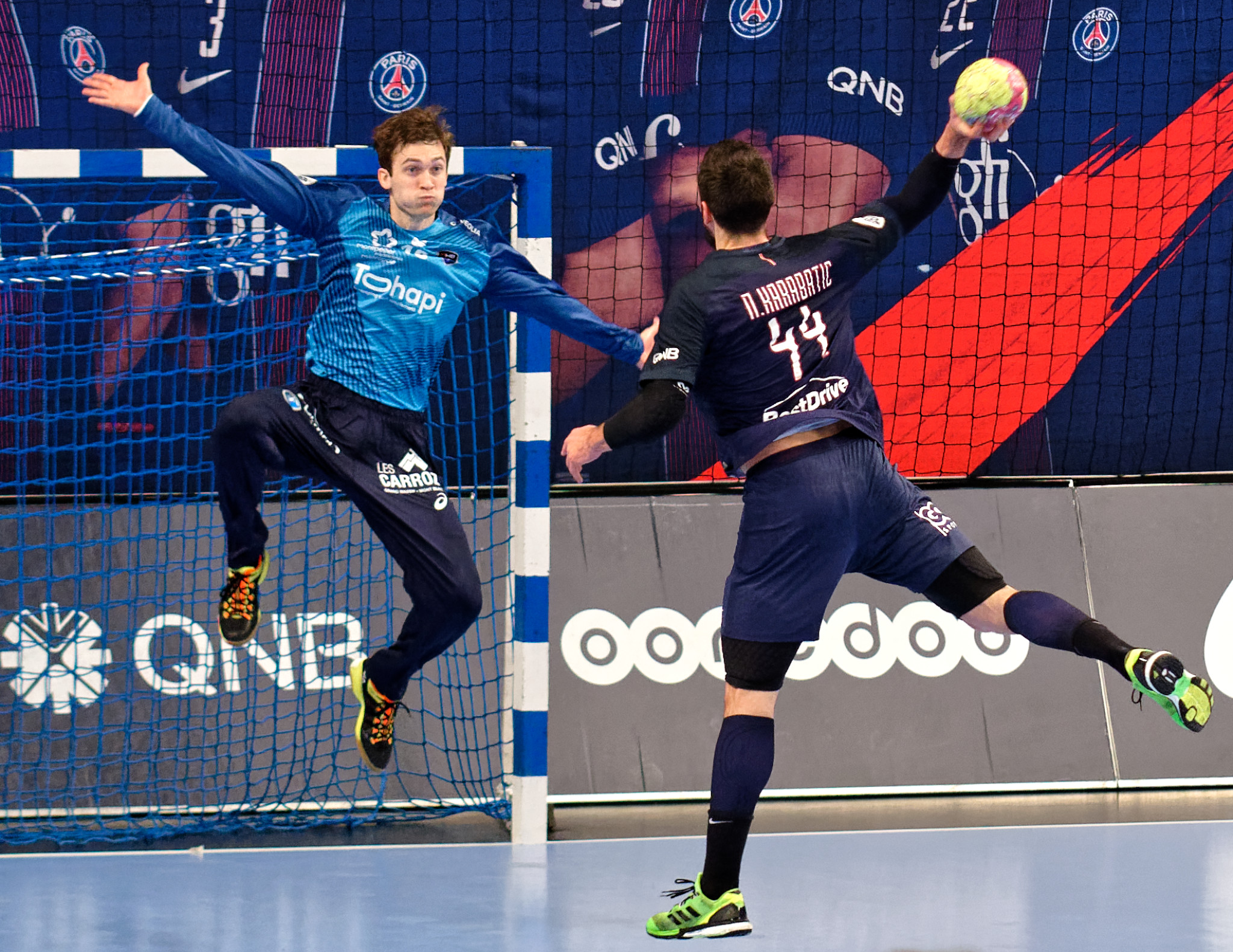
Nikola Portner tente de s'interposer face à Nikola Karabatic en 2017.

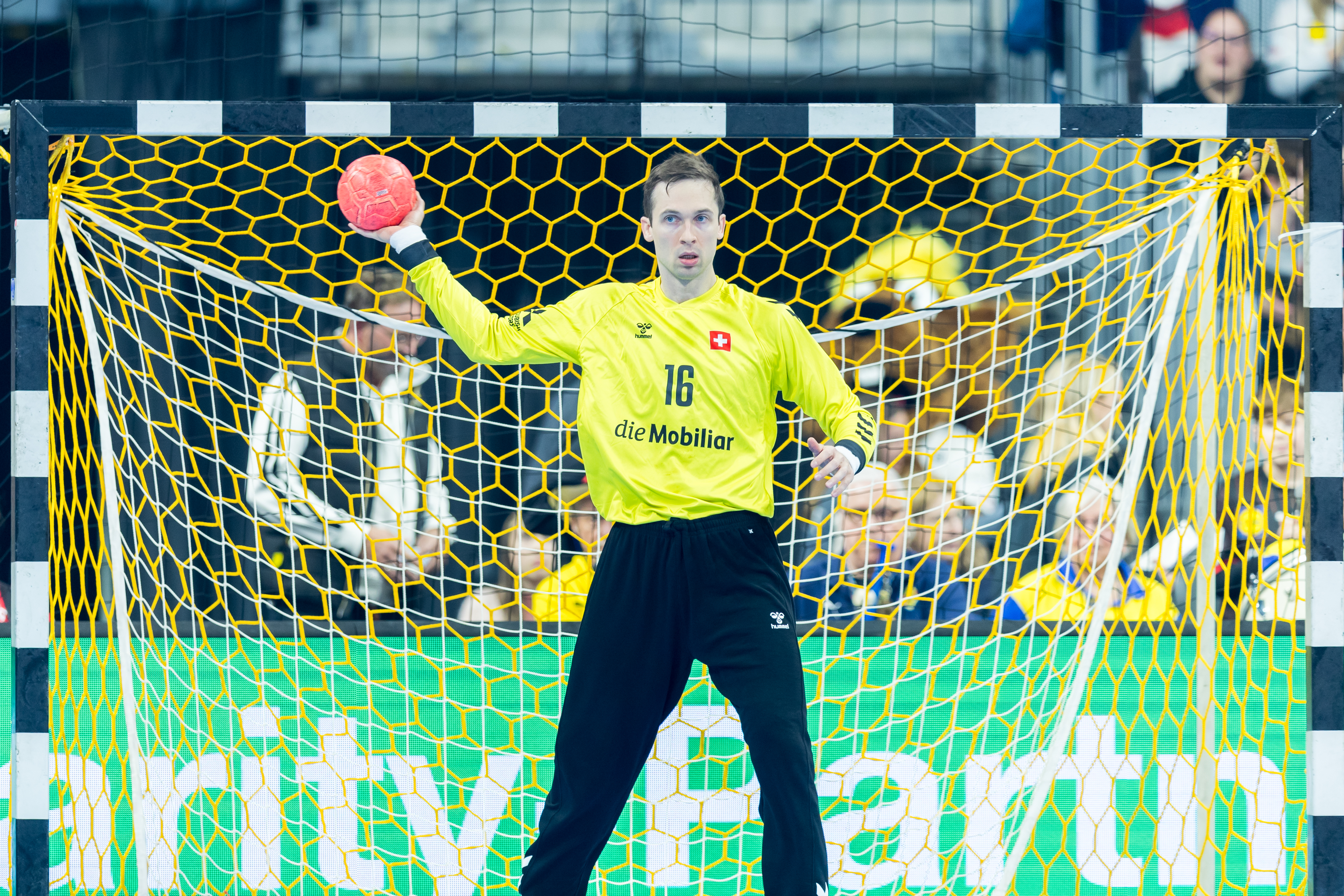
Nikola Portner dans son but en 2024.

Nikola Portner, né le 19 novembre 1993 à Lyon, est un handballeur international suisse évoluant au poste de gardien de but au SC Magdebourg. Il est le fils de Zlatko Portner, champion du monde yougoslave.
En club, il a notamment remporté trois fois la Ligue des champions, avec le Montpellier Handball en 2018 puis avec le SC Magdebourg en 2023 et 2025.

## Biographie
Nikola naît à Lyon en novembre 1993 lorsque son père Zlatko évolue au Vénissieux handball. La saison suivante, son père rejoint la Suisse et le club de BSV Berne et y met un terme à sa carrière en 2002. C'est donc en Suisse que Nikola grandit et découvre naturellement le handball. En 2008, il prend ainsi la nationalité suisse, et connait ainsi ses premières sélections en équipes nationales de Suisse.
En 2016, il rejoint le club français du Montpellier Handball, avec lequel il remporte notamment la Ligue des champions en 2018. En février 2018, il prolonge son contrat avec le club français jusqu'en 2022. Malgré cette prolongation, la suite de sa carrière à Montpellier se complique : d'abord numéro 2 sur le poste de gardien de but derrière Vincent Gérard, il voit arriver successivement Kévin Bonnefoi et Marin Šego, ouvrant une concurrence à trois pour deux places à l'occasion de la saison 2019-2020. Rapidement, l'entraîneur montpelliérain Patrice Canayer fait le choix d'écarter Portner de cette course à trois, limitant son temps de jeu à l'équipe réserve.
En janvier 2020, il prend part à l'Euro 2020 avec son équipe nationale. La Suisse termine seizième de la compétition après son élimination dès le tour préliminaire où elle n'aura enregistré qu'une victoire, face à la Pologne (31-24).
Quelques jours après cette élimination, alors qu'il avait un temps été approché par le Vardar Skopje, Portner s'engage finalement avec Chambéry pour deux saisons à compter de l'été 2020.
En janvier 2021, les États-Unis ont été contraints de déclarer forfait au Championnat du monde 2021 le 12 janvier à cause d'un nombre important de Covid-19 et sont remplacés au pied levé par la Suisse : à peine arrivés en Egypte, les Suisses s'imposent contre l'Autriche ce qui leur permet de se qualifier pour le tour principal. Grâce aux 43% d'arrêts de Portner, ils s'imposent ensuite contre l'Islande mais laissent la France et la Norvège aux deux places qualificatives pour les quarts de finale. La Suisse termine comme un an plus tôt seizième tandis qu'à titre individuel, Portner termine dix-septième meilleur gardien avec une moyenne 32 % d'arrêts.
En octobre 2021, sa signature pour le club allemand du SC Magdebourg à compter de 2022 est annoncée. Le titre de champion d'Allemagne en 2022 permet à Magdebourg de retrouver la Ligue des champions pour la première fois depuis décembre 2005. Et ce retour est tonitruant puisque Portner et le club parviennent à décrocher le titre en écartant aux jets de 7 mètres le FC Barcelone, double tenant du titre, en demi-finale puis en battant 30 à 29 après prolongation le KS Kielce en finale.
La saison 2023-2024 débute par la deuxième victoire consécutive à la Coupe du monde des clubs (en), continue par la victoire en Coupe d'Allemagne et le titre en Championnat et enfin par une nouvelle demi-finale en Ligue des champions.
Si la saison 2024-2025 est d'abord un peu décevante avec une défaite en finale de la Coupe du monde (en), une élimination en huitièmes de finale de la Coupe d'Allemagne et une phase de groupes de la Ligue des champions compliquée (6 victoires, 1 nul et 7 défaites), le club termine deuxième du Championnat à un point du Füchse Berlin puis remporte finalement la Ligue des champions en s'imposant en demi-finale face au FC Barcelone puis en finale face au Füchse Berlin.

## Palmarès

### En club
Compétitions internationales
- Vainqueur de la Ligue des champions (3) : 2018, 2023, 2025
- Coupe du monde des clubs
  - Vainqueur (2) : 2022 et 2023 (en)
  - Finaliste (1) : 2024 (en)

Compétitions nationales
- Vainqueur du Championnat de Suisse (2) : 2015, 2016
- Vainqueur de la Supercoupe de Suisse (2) : 2014, 2015
- Vainqueur de la Coupe de Suisse (1) : 2016
- Vainqueur du Trophée des champions (1) : 2018
- Finaliste de la Coupe de France (1) : 2017
- Deuxième du Championnat de France (1) : 2018, 2019
- Finaliste de la Coupe de la Ligue (2) : 2019, 2022
- Championnat d'Allemagne
  - Vainqueur (3) : 2024
  - Deuxième (2) : 2023 et 2025
- Coupe d'Allemagne
  - Vainqueur (1) : 2024
  - Finaliste (1) : 2023

### En équipe nationale
- 16e place au Championnat d'Europe 2020
- 16e place au Championnat du monde 2021
- 21e place au Championnat d'Europe 2024
- 11e place au Championnat du monde 2025

### Distinctions individuelles
- Élu meilleur gardien de but du championnat de France en 2022
- Meilleur gardien de but du championnat de France (Nombre d'arrêts et nombre d'arrêts par match) en 2022